# Magellan (gruppo musicale)
Magellan sono stati un gruppo musicale progressive metal/rock californiano, e composto dai fratelli Trent Gardner e Wayne Gardner nel 1985. La band non ha mai acquisito altri membri, ma ha avuto molte guest star, come Ian Anderson (Jethro Tull), Joey Franco (Twisted Sister, Van Helsing's Curse), e Tony Levin (King Crimson, Peter Gabriel, Liquid Tension Experiment). Lo stesso gruppo ha dichiarato sul loro sito web di voler essere indipendenti.
Il 10 febbraio 2014, il chitarrista Wayne Gardner si è tolto la vita con una pistola, non riuscendo a sopportare il dolore causato da un tumore al cervello.
L'11 giugno 2016 (anche se la notizia è stata resa nota solo quattro giorni dopo), per cause non ancora rese note, viene a mancare anche Trent Gardner, cantante, tastierista e unico membro sopravvissuto del gruppo.

## Formazione

### Membri ufficiali
- Trent Gardner - voce, tastiera, trombone
- Wayne Gardner - chitarra, basso

### Turnisti
- Robert Berry - chitarra (1997-2005)

## Discografia
- 1991 - Hour of Restoration
- 1993 - Impending Ascension
- 1997 - Test of Wills
- 2001 - Hundred Year Flood
- 2003 - Impossible Figures
- 2005 - Symphony for a Misanthrope
- 2007 -  Innocent God